# Mar Menor
| Daten           | Daten                                                                                |
| --------------- | ------------------------------------------------------------------------------------ |
| Name:           | Mar Menor                                                                            |
| Lage:           | Region Murcia, Spanien                                                               |
| Koordinaten:    | 37° 43′ 8″ N, 0° 47′ 14″ W                                                           |
| Wasserspiegel:  | 0 msnm                                                                               |
| Fläche:         | ca. 170 km²                                                                          |
| maximale Tiefe: | ca. 7 m                                                                              |
| Uferlänge:      | 73 km                                                                                |
| Inseln:         | Isla Perdiguera Isla Mayor (del Barón) Isla Rondella Isla del Ciervo Isla del Sujeto |

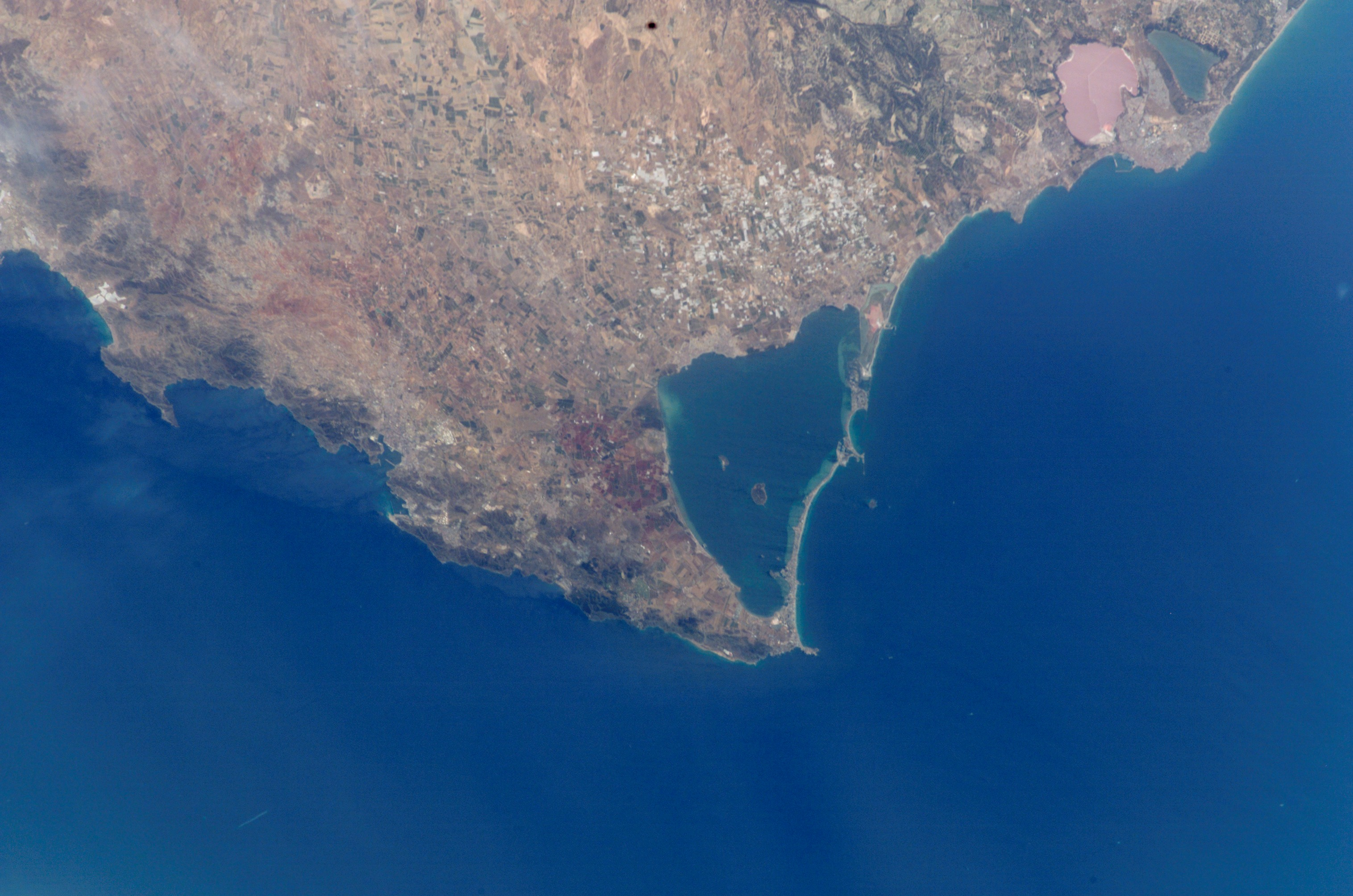
Satellitenaufnahme von Mar Menor.

Das Mar Menor (spanisch für ‚Kleineres Meer‘) ist eine in der spanischen Region Murcia liegende Salzwasserlagune.

## Geographie

### Lage
Die Lagune ist vom Mittelmeer durch die 22 Kilometer lange und 100 m bis 1.200 m breite Nehrung La Manga (übersetzt: „Der Ärmel“) abgetrennt. Der Salzgehalt beträgt 42–47 g/l. Das Mittelmeer hat im Vergleich dazu eine Konzentration von 36–37 g/l.
Die Länge ihrer Binnenküste beträgt 73 km. Die tiefste Stelle liegt bei ungefähr sieben Metern, jedoch sind dies nur kleine Bereiche. Größtenteils liegt die Tiefe bei ungefähr zwei Metern.
Es bestehen Verbindungen zum Mittelmeer (in Murcia auch „Mar Mayor“ genannt) durch die Stauwehre in La Torre und El Ventorrillo und durch die Kanäle El Estacio und Marchamalo.

### Geologie
Die letzten von der Universität Murcia durchgeführten Erhebungen (1995) zeigen, dass Schlammablagerungen hohe Prozentsätze der Kationen Kalzium, Magnesium und Kalium enthalten sowie der Anionen Chlorid und Sulfat, die weit über den in solch salzhaltigen Wassern zu erwartenden Werten liegen. Aufgrund dessen soll der Schlamm eine therapeutische Wirkung haben, die auf ihrer großen Absorptionsfähigkeit toxischer Stoffe und ihrer mineralisierenden Einwirkung beruhen soll.

### Flora und Fauna

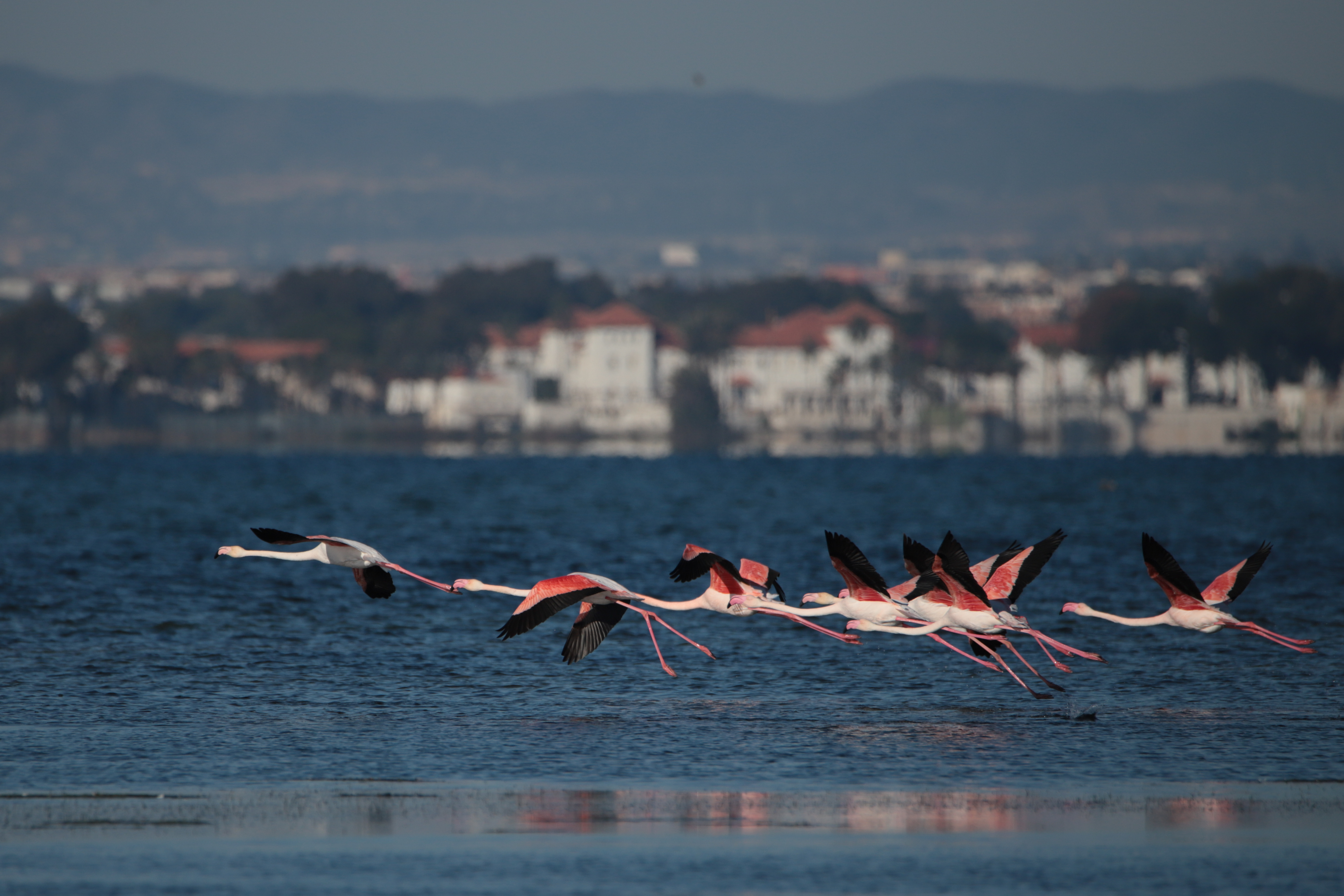
Flamingos bei den Salinen San Pedro del Pinatar.

Durch die speziellen Bedingungen, die das Mar Menor aufweist, existieren Flora und Fauna, die sich vom offenen Mittelmeer erheblich unterscheiden.
U. a. können folgende Arten gefunden werden:
- Goldbrassen
- Tintenfische (spanisch jibias)
- Zackenbarsche
- Flamingos (vor allem bei den Salinen)

### Umweltschutz
Die Lagune wurde schon 1982 von den Vereinten Nationen zur Specially Protected Areas of Mediterranean Importance erklärt und ist auch heute auf der von der UNEP verwalteten SPAMI-Liste. Seit 1994 ist es nach der Ramsar-Konvention ein Feuchtgebiet von internationaler Bedeutung.
Dennoch bestehen größere Probleme u. a. mit dem im großen Maße betriebenen Wassersport. Weiter ist La Manga eine einzige versiegelte Fläche, auf der es schwierig ist, überhaupt einen unbebauten Punkt zu finden, insbesondere durch Ferienresorts und andere touristische Anlagen.
Im Jahr 2019 kippten Teile der Lagune um, was sich am massenhaften Sterben der darin vormals lebenden Tiere aufgrund der Sauerstoffverknappung zeigte. Die Regionalregierung von Murcia sieht den Grund dafür in Süßwasser, Sedimenten und Düngemitteln, die durch das Unwetter im September 2019 eingebracht worden waren. Die spanische Abteilung des World Wide Fund for Nature (WWF) machte dafür auch „eine maßlose landwirtschaftliche und städtebauliche Entwicklung und die Untätigkeit der politisch Verantwortlichen“ verantwortlich.
Im August 2021 kam es nach einer Hitzewelle erneut zu einem Massensterben der Fauna in der Lagune. Aus Protest dagegen, dass nichts gegen die intensive Landwirtschaft in unmittelbarer Nähe der Lagune unternommen werde, die Hauptverursacher der Probleme sei, bildeten daraufhin 70.000 Menschen eine 73 Kilometer lange Menschenkette um die gesamte Lagune.
Im Juni 2020 unterzeichneten 600.000 Spanier ein Volksbegehren, die Salzwasserlagune als eigenes Rechtssubjekt anzuerkennen; zu den Initiatoren gehörte Teresa Vicente. Bürger sollen dadurch stellvertretend für das Gewässer vor Gericht klagen können, auch ohne persönlich betroffen zu sein. Anfang April 2022 beschloss das spanische Parlament einen entsprechenden Gesetzentwurf, dem der spanische Senat im September 2022 zustimmte.
2023 konstituierte sich das Repräsentantenkomitee, das aus drei Vertretern der Zentralregierung, drei Vertretern der Regionalregierung und sieben Vertretern der Zivilgesellschaft besteht. Hinzu kommt die Überwachungskommission aus Gesandten der Gemeinden am Mar Menor sowie ein wissenschaftliches Komitee. Sie können klagen und als Verteidiger des Mar Menor und seiner Interessen auftreten, wo immer das nötig ist.
Die Vertretung als juristische Person kann ein Beispiel sein für viele andere gefährdete Regionen in Europa wie das Wattenmeer oder die Lagune von Venedig.

## Sport
Durch die besonders dem Wind ausgesetzte Lage und die geringe Wassertiefe und die daraus resultierenden niedrigen Wellen ist das Mar Menor für zahlreiche Arten von Wassersport geeignet. Jedes Jahr findet dort die „Copa Española“ statt, die spanische Kajak-Meisterschaft.